# Greentop
Greentop é uma cidade localizada no estado americano de Missouri, no Condado de Adair e Condado de Schuyler.

## Demografia
Segundo o censo americano de 2000, a sua população era de 427 habitantes.
Em 2006, foi estimada uma população de 426, um decréscimo de 1 (-0.2%).

## Geografia
De acordo com o United States Census Bureau tem uma área de
2,1 km², dos quais 2,1 km² cobertos por terra e 0,0 km² cobertos por água. Greentop localiza-se a aproximadamente 299 m acima do nível do mar.

## Localidades na vizinhança
O diagrama seguinte representa as localidades num raio de 20 km ao redor de Greentop.